# 波西·傑克森 (小說角色)
柏修斯·「波西」·傑克森是雷克·萊爾頓的奇幻小說《波西傑克森》系列和續集《混血營英雄》系列的主角，他的父親是海神波塞頓，母親則是凡人莎莉·傑克森。
在電影波西傑克森：神火之賊、波西傑克森：妖魔之海 (電影)中，波西·傑克森由羅根·勒曼詮釋。在音樂劇The Lightning Thief (musical) 中，波西·傑克森由克里斯·麥卡雷爾飾演。獲加·斯高貝於Disney+影集波西傑克森 (電視劇)中飾演此角色。

## 人物性格與特徵
波西·傑克森雖然是海神波賽頓的兒子，十分聰明，但是有時候卻非常迷糊，也很搞笑，個性善良，極為希望得到父親的認同。常被好友安娜貝斯和泰麗雅暱稱為「海藻腦袋」，時常被戰神阿瑞斯的女兒克蕾莎欺負，但是有時他們卻又會互相幫忙。
波西是一個劍客，往往能夠打敗比他更強大的對手，但他像其他半人半神一樣，具有注意力不足過動症與閱讀障礙，因為這是他作為半神與生俱來的“戰鬥反應”。

## 故事概述
在《神火之賊》中，波西傑克森是個天生過動且擁有閱讀障礙的十二歲男孩，曾就讀多所學校被開除學籍。最後轉學至紐約的寄宿學校陽西中學，依舊如往常般碰上了麻煩。學校裡朋友不多，唯一一個好友即為隱藏羊男實際身份的格羅佛·安德伍德。
在一次校外教學到博物館，格羅佛被校園惡霸南西．波波菲欺凌，波西憤怒之下，意外將引起附近噴泉的水撥到吃午餐的南西．波波菲身上。隨後，波西被道斯老師叫到博物館裡的古希臘展覽廳，轉眼間她變成了復仇女神攻擊波西。一會兒，波西最愛的拉丁文老師布魯納先生趕到，丟給波西一支筆，波西接手後立即變成一支青銅劍。波西成功將復仇女神擊毀化為灰燼，手上的劍再度變回一支筆。
波西到混血營之後，大家都認為他就是偷走宙斯閃電火的兇手，後來就由波西領著安娜貝斯和格羅佛一起去尋找閃電火的下落。七天之後，如其得將閃電火還給宙斯，免除了戰爭。

## 心儀對象

### 卡呂普索
卡呂普索是希臘神話中泰坦巨神阿特拉斯的女兒。她因為父親阿特拉斯而被驅逐到一個叫奧吉吉亞的小島上，眾神們給她一個懲罰，那就是他們把英雄送到奧吉吉亞，而卡呂普索會愛上他們，但是英雄一定會離開。而在迷宮戰場中，波西因為一場爆炸，而被希拉送進奧吉吉亞的湖裡。卡呂普索細心的照料他，並且喜歡上他，但波西最終還是選擇回到混血營。

### 瑞秋·伊莉莎白·戴爾
一個凡人女孩，曾經在幾次危機中解救波西。能看穿迷霧，看到凡人看不出來的怪物。憑著這項特殊能力，她在波西傑克森—迷宮戰場中曾破例參與混血人的任務，幫助波西和安娜貝斯等人闖越迷宮。但不斷湧現腦中的預知畫面，讓她感到困擾，期望藉由波西的幫助得到解答。
波西是否喜歡瑞秋在小說中沒有明確描寫。在《終極天神》的結尾，瑞秋告訴波西，她會被波西吸引是因為她一直對自己看到的東西感到困擾，而波西開啟了這一切的大門。最後波西與瑞秋維持朋友的關係，瑞秋更成為了混血營的新神諭。

### 安娜貝斯·雀斯
安娜貝斯和波西是整個系列的的任務重要合作夥伴之一，兩人的關係是像是朋友也像是情侶。在《波西傑克森—神火之賊》，波西曾形容安娜貝斯為“像公主般的美麗女孩”。在《泰坦魔咒》，波西和獵女隊的柔伊、碧安卡、格羅佛、泰麗雅出發去尋找狩獵女神阿蒂密斯以及安娜貝斯時，波西一心救安娜貝斯。在《終極天神》，波西為了對付克羅諾斯，浸泡在冥河中，其間腦中出現安娜貝斯的影像。另外，在威廉博格橋，波西與安娜貝斯一同對抗怪物時，中村伊森從後偷襲波西，安娜貝斯奮不顧身拯救波西，因此中刀。和克羅諾斯戰鬥時，波西下令所有人撤退，但安娜貝斯留下來幫助波西，聯手對抗克羅諾斯。而在《終極天神》的最後，安娜貝斯與波西正式交往。
續集系列《混血營英雄》第三集時，兩人落入深淵塔耳塔洛斯，歷經許多波折後，終於在第四集逃脫。

### 蕾娜·阿維拉·拉米瑞茲-阿維拉諾
蕾娜·阿維拉·拉米瑞茲-阿維拉諾（被格羅佛戲稱為「拉拉拉」）是羅馬女戰神貝婁娜之女，亞馬遜女王海拉的妹妹。有把力量傳給隊友的能力，但會承受巨大的反作用力。
波西加入朱比特營後蕾娜曾對他有所表示，但遭到波西拒絕。七人大預言行動開始後，因為里歐對朱比特營的失誤攻擊，她被迫帶領軍團追擊七人小組，並準備進攻混血營。後來在《英雄之血》中與葛利生·黑傑和尼克·帝亞傑羅一起幫波西一行人把雅典娜·帕德嫩雕像帶回混血營。

### 尼克·帝亞傑羅
冥王黑帝斯之子，本來與姊姊碧安卡相依為命，在碧安卡過世後，他回到冥界，幫波西尋找贏得泰坦大戰的對策。是故事中事先知道兩個營隊存在的混血人。
在《冥王之府》中，為了從愛神丘比特手中得到戴克里先的權杖，因而坦白說出自己迷戀波西的事實。在《英雄之血》的最後向波西坦誠自己曾經迷戀他，並在威爾·索拉斯的建議下決定留在混血營，續集系列《太陽神試煉》時，已和威爾開始交往。

## 描述

### 特殊能力
波西因為是海神波塞頓之子，因此，波西在水中具有廣泛的能力，能操控任何液體(海水效果最佳)，在水中呼吸並保持身體和衣服乾燥(除非他想衣服濕透)、可感覺到水下的物件、甚至能在水中站立。他與水接觸後，體力和速度都會變得非常強大。即使受傷或中毒，只要在水中就能治癒。他也可以控制水流，能製造急流，波西可以把水硬化（不是凍結），形成盾牌。並藉此控制控制船的速度，特別是帆船。甚至將水無中生有，雖然這樣做特別吃力。另外，他在海上能夠感知自己的方位，連自己所處的經緯度都能知曉。
波賽頓同時也是地震之神，波西亦可以引起一定程度的地震。
波賽頓也是製造馬的神，波西可以和馬溝通、交談。馬通常也將他視為主人，包括三G牧場的食人馬。
波賽頓統治海洋（除妖魔之海），海中生物一般都很尊敬波西，常找他幫忙。
於《波西傑克森-終極天神》中，波西接受尼克·帝亞傑羅的建議，效法阿基里斯的故事、將自己的身體浸泡在冥河中。因此他的身體刀槍不入，但會消耗過多體力。他也因此背負著與阿基里斯相同的詛咒。他的弱點在背後與肚臍相對的一個點，若該處受傷就會死亡。此能力在混血營英雄第二集中因越過小台伯河後消失。

### 波濤劍
波濤劍是波西的佩劍，材質是天界的青銅，劍身刻上了Anaklusmos（意思是一種會突然出現的波濤）。如果它不見，過了一會兒，又會回到他的口袋中。它平時是一隻筆，打開筆蓋後（電影版則需要按鈕），就變一隻劍，蓋回筆蓋，又恢復成筆的樣子。在波西傑克森：神火之賊裡，波賽頓很久以前叫奇戎把劍轉交給自己的孩子，波西準備離開混血營、開始尋找任務時奇戎就把劍交給他。於混血營英雄冥王之府中，說明將筆蓋蓋在劍柄上則會變成一枝能寫字的筆。
波濤劍最初是普蕾昂妮送給她的女兒－柔伊·奈施德（看守金蘋果的女神）的武器，當時此劍的外表是髮簪。兩千年前，柔伊將波濤劍，贈給了她心儀的古希臘英雄海克力士，並協助他偷取金蘋果。但是海克力士拿到金蘋果後，將她視若無睹。於是，柔伊被家人驅逐，心灰意冷之際加入了獵女隊。她死前認為波濤劍到了正確的人（波西）手上。（泰坦魔咒）

### 盾牌
泰森在《妖魔之海》結尾打造並送給波西一個盾牌。平時是一隻手錶的樣子，只要按下按鈕，手表就會彈出一隻青銅盾牌。在《迷宮戰場》時，因擊退怪物坎佩而損壞，後來泰森幫波西修好了盾牌。
:179–180